# Lasioglossum transvaalense
Lasioglossum transvaalense är en biart som först beskrevs av Cameron och Cockerell 1937.  Lasioglossum transvaalense ingår i släktet smalbin, och familjen vägbin. Inga underarter finns listade i Catalogue of Life.